# Malcolmia triloba subsp. gracilima
Malcolmia triloba subsp. gracilima é uma subespécie de planta com flor pertencente à família Brassicaceae. 
A autoridade científica da subespécie é (Samp.) Franco

## Portugal
Trata-se de uma subespécie presente no território português, nomeadamente em Portugal Continental.
Em termos de naturalidade é endémica da região atrás referida.

## Protecção
Encontra-se protegida por legislação portuguesa ou da Comunidade Europeia, nomeadamente pelo Anexo V da Directiva Habitats.

## Ligações externas

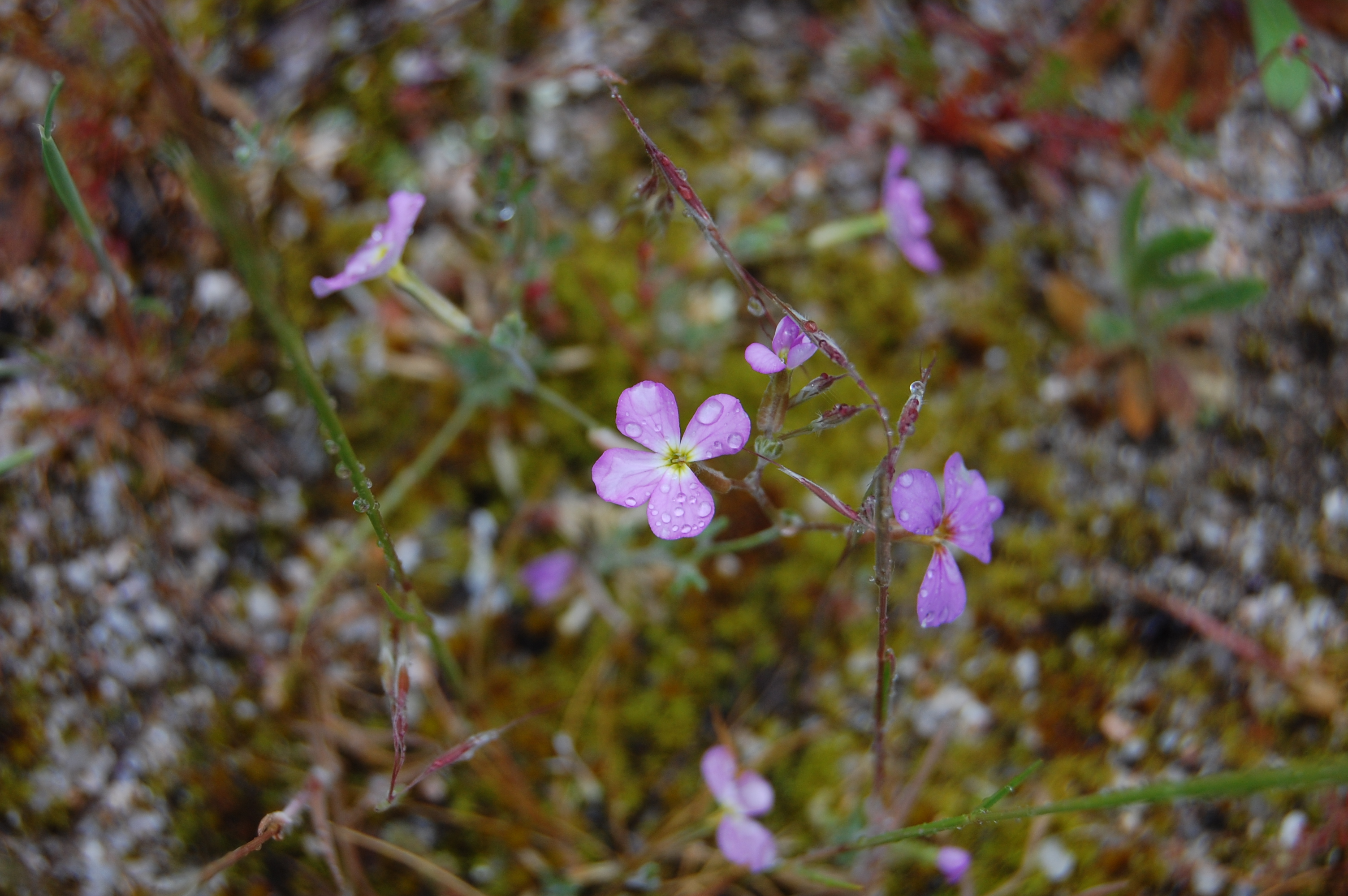